# حدث سنة 4200 قبل الحاضر

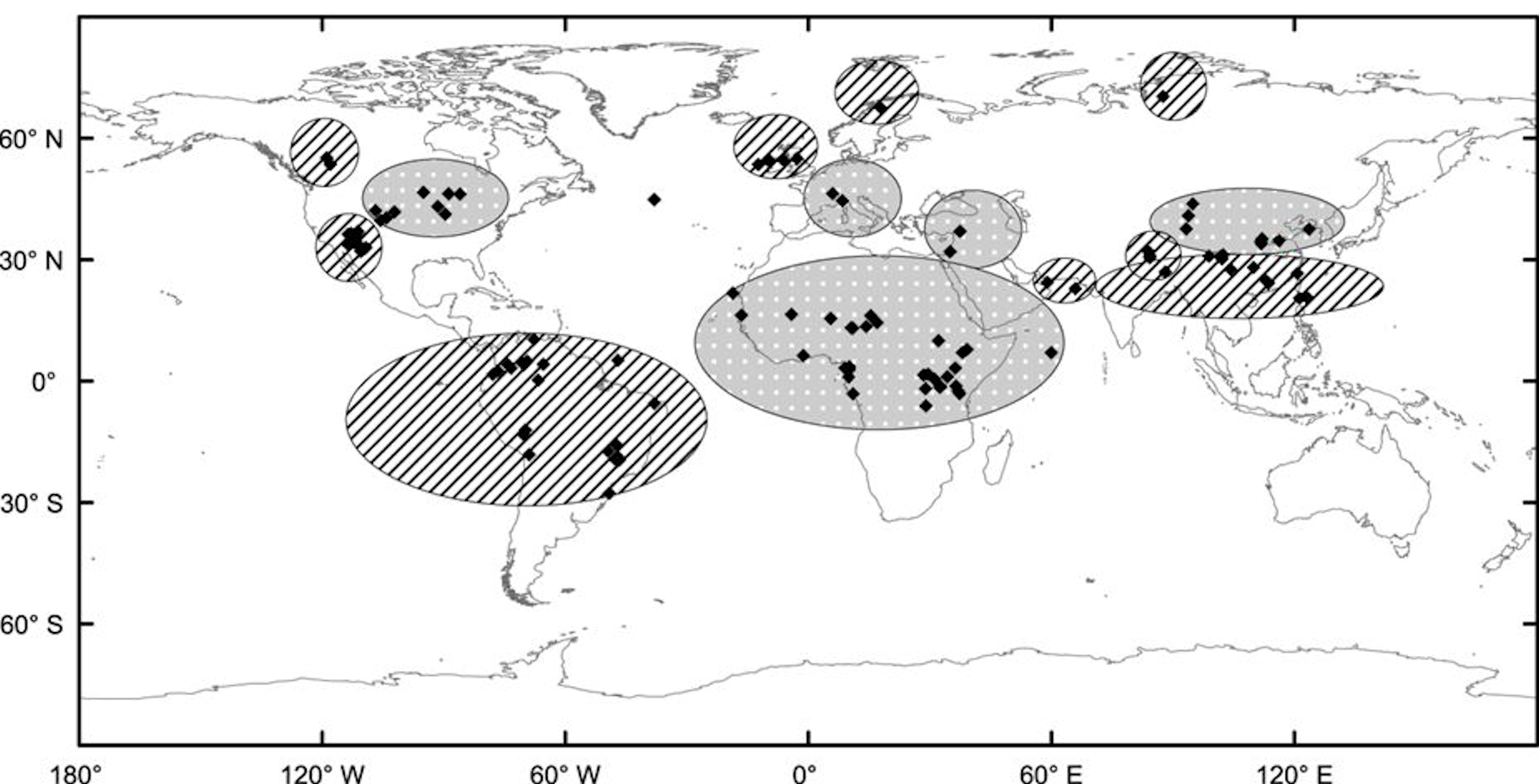
التوزيع العالمي لحدث 4200 قبل الحاضر. وقد تأثرت المناطق المخططة بالظروف الرطبة أو السيول، وتأثرت المناطق المنقطة بالجفاف أو العواصف الترابية.

كان حدث الجفاف الذي حصل قبل 4200 سنة أحد أكثر الأحداث المناخية شدة في عصر الهولوسين. إنه يحدد بداية عصر ميغالايا الحالي في عصر الهولوسين.
وهذا الحدث الذي بدأ من عام 2200 قبل الميلاد، وربما استمر القرن الثاني والعشرون قبل الميلاد بأكمله، يُفترض أنه تسبب في انهيار الدولة القديمة في مصر وكذلك الإمبراطورية الأكادية في بلاد ما بين النهرين، وثقافة Liangzhu في منطقة نهر اليانغتسي السفلى بالصين. قد يكون الجفاف قد تسبب أيضًا في انهيار حضارة وادي السند، حيث تحرك بعض سكانها باتجاه الجنوب الشرقي بحثا عن موطن أفضل مناخا، بالإضافة إلى هجرة الأشخاص الناطقين باللغة الهندية الأوروبية إلى الهند.
يختلف بعض العلماء مع هذا الاستنتاج، مستشهدين بأدلة على أن الحدث لم يكن جفافًا عالميًا ولم يحدث في جدول زمني واضح.

## الأدلة

أعيد بناء وسط جرينلاند درجة الحرارة. على عكس الحدث الذي يبلغ طوله 8200 سنة، فإن الحدث الذي يبلغ طوله 4200 سنة ليس له إشارة بارزة في قلب الجليد Gisp2 الذي يبدأ عند 4.2 كيلو باسكال.

تم تسجيل مرحلة من الجفاف الشديد منذ حوالي 4200 عام قبل الوقت الحاضر عبر شمال إفريقيا والشرق الأوسط والبحر الأحمر وشبه الجزيرة العربية وشبه القارة الهندية وأمريكا الشمالية في منتصف القارات. تقدمت الأنهار الجليدية في جميع أنحاء سلاسل الجبال في غرب كندا في ذلك الوقت. تم العثور على أدلة أيضًا في حجر تدفق الكهوف الإيطالي، والغطاء الجليدي لكليمنجارو، وفي جليد الأنديز الجليدي. كما تزامن ظهور الجفاف في بلاد ما بين النهرين في حوالي 4100 سنة مضت مع حدث تبريد في شمال المحيط الأطلسي، يُعرف بحدث بوند 3. ومع ذلك، فإن الأدلة على الحدث 4.2kyr في شمال أوروبا غامضة، مما يشير إلى أن الأصول والتأثيرات أن يكون الحدث معقدًا مكانيًا.
في عام 2018، قسمت اللجنة الدولية لطبقات الأرض عصر الهولوسين إلى ثلاثة، حيث أطلق على أواخر الهولوسين اسم مرحلة / عمر ميغالايان بدءًا من حوالي 2250 قبل الميلاد. الطبقة الحدودية عبارة عن speleothem في كهف Mawmluh في الهند، والنمط الطبقي المساعد العالمي هو لب جليدي من Mount Logan في كندا.
لا يتفق بعض العلماء مع هذا الاستنتاج وأشاروا إلى أن الحدث لم يكن جفافًا عالميًا وحدث في إطار جدول زمني واضح. تفترض جيسيكا تيرني، عالمة المناخ القديم في جامعة أريزونا في توكسون، أن العلماء «جمعوا معًا أدلة على فترات جفاف وفترات رطبة أخرى، وأحيانًا على بعد قرون من الحدث».

## تأثيرات

### شبه الجزيرة الإيبيرية
في شبه الجزيرة الأيبيرية، يُعتقد أن بناء مستوطنات من نوع موتيلاس في الفترة ما بعد 2200 قبل الميلاد كان نتيجة للجفاف الشديد الذي أثر على هذه المنطقة.
وفقًا لـ Mejías et al.، الذي أبلغ عن أول بحث متعدد التخصصات في علم الأحياء المائية في لا مانشا، إسبانيا،
أثبت تحليل المؤلفين وجود علاقة بين الركيزة الجيولوجية والتوزيع المكاني للموتيلات.

### مصر القديمة
في ج. في عام 2150 قبل الميلاد، تعرضت مصر لسلسلة من فيضانات النيل المنخفضة بشكل استثنائي والتي ربما تكون قد أثرت في انهيار الحكومة المركزية للمملكة القديمة بعد المجاعة.

### شبه الجزيرة العربية
في منطقة الخليج العربي، هناك تغيير مفاجئ في نمط الاستيطان وأسلوب الفخار والمقابر. يمثل الجفاف الذي حدث في القرن الثاني والعشرين قبل الميلاد نهاية ثقافة أم النار والتغيير في ثقافة وادي سوق.

### بلاد ما بين النهرين
قد يكون تجريد بلاد ما بين النهرين مرتبطًا ببداية درجات حرارة سطح البحر الأكثر برودة في شمال المحيط الأطلسي (حدث بوند 3)، حيث يُظهر تحليل السجل الآلي الحديث أن الانخفاضات الكبيرة (50 ٪) في إمدادات المياه في بلاد ما بين النهرين تنتج عندما درجات حرارة سطح البحر شمال غرب المحيط الأطلسي باردة بشكل غير طبيعي. تتغذى منابع نهري دجلة والفرات عن طريق الاستيلاء الناجم عن الارتفاع على هطول الأمطار الشتوية على البحر الأبيض المتوسط.
كانت الإمبراطورية الأكدية في عام 2300 قبل الميلاد ثاني حضارة تضم المجتمعات المستقلة في دولة واحدة (الأولى كانت مصر القديمة في حوالي 3100 قبل الميلاد). زُعم أن انهيار الدولة قد تأثر بجفاف واسع النطاق استمر لقرون. توثق الأدلة الأثرية هجرًا واسع النطاق للسهول الزراعية في شمال بلاد ما بين النهرين والتدفق الهائل للاجئين إلى جنوب بلاد ما بين النهرين، حوالي عام 2170 قبل الميلاد. تم بناء جدار بطول 180 كم، «مبيد الأموريين» عبر وسط بلاد ما بين النهرين لوقف توغلات البدو إلى الجنوب. حوالي عام 2150 قبل الميلاد، هزم شعب الجوتيان، الذين سكنوا جبال زاغروس في الأصل، الجيش الأكادي المحبط، واستولوا على العقاد ودمروه حوالي عام 2115 قبل الميلاد. يمكن رؤية التغيير الزراعي الواسع في الشرق الأدنى في نهاية الألفية الثالثة قبل الميلاد.
حدثت إعادة توطين السهول الشمالية من قبل مجموعات مستقرة أقل قرب عام 1900 قبل الميلاد، بعد ثلاثة قرون من الانهيار.
تقدم دراسة للشعاب المرجانية الأحفورية في عمان دليلاً على أن مواسم الشمال الشتوية المطولة، منذ حوالي 4200 عام، أدت إلى تملح الحقل المروي، مما أدى إلى حدوث انخفاض كبير في إنتاج المحاصيل أدى إلى مجاعة واسعة النطاق وانهيار الأكادية القديمة في نهاية المطاف بالإمبراطورية.

### جنوب ووسط آسيا
في الألفية الثانية قبل الميلاد، حدث تجفيف واسع النطاق في سهول أوراسيا وجنوب آسيا. على السهوب، تغير الغطاء النباتي، مما أدى إلى «زيادة الحركة والانتقال إلى تربية الماشية البدوية». كما أثر نقص المياه بشدة على جنوب آسيا:
تم التخلي عن المراكز الحضرية في حضارة وادي السند واستبدالها بثقافات محلية متباينة بسبب نفس التغير المناخي الذي أثر على المناطق المجاورة إلى الغرب. اعتبارًا من عام 2016، اعتقد العديد من العلماء أن الجفاف وتراجع التجارة مع مصر وبلاد ما بين النهرين تسبب في انهيار حضارة السند. كان نظام غغار - حكرا يعتمد على مياه الأمطار، وكانت إمدادات المياه تعتمد على الرياح الموسمية. أصبح مناخ وادي السند أكثر برودة وجفافًا بشكل ملحوظ منذ حوالي عام 1800 قبل الميلاد، وهو مرتبط بضعف عام معاصر للرياح الموسمية. ازداد الجفاف، مع تراجع نهر الغجر-هاكرا عن وصوله نحو سفوح جبال الهيمالايا، مما أدى إلى فيضانات غير منتظمة وأقل انتشارًا، مما جعل الزراعة التي تغمرها المياه أقل استدامة. قلل التجفيف من إمدادات المياه بما يكفي للتسبب في زوال الحضارة، وتشتت سكانها باتجاه الشرق.

### الصين
قد يكون الجفاف قد تسبب في انهيار ثقافات العصر الحجري الحديث حول وسط الصين في أواخر الألفية الثالثة قبل الميلاد. في الوقت نفسه، شهدت الروافد الوسطى للنهر الأصفر سلسلة من الفيضانات غير العادية المتعلقة بالشخصية الأسطورية ليو العظيم. في حوض نهر ييشو، تأثرت ثقافة لونغشان المزدهرة بالتبريد الذي قلل بشدة من إنتاج الأرز وأدى إلى انخفاض كبير في عدد السكان وإلى عدد أقل من المواقع الأثرية. في حوالي عام 2000 قبل الميلاد، تم استبدال لونغشان بثقافة يويشي، والتي كانت تحتوي على عدد أقل من القطع الأثرية وأقل تطورًا من السيراميك والبرونز.